# 艾玛·托马斯
诺兰爵士夫人艾玛·托马斯女爵士，DBE（英語：Dame Emma Thomas, Lady Nolan，1971年12月9日—）是一位英国电影制片人，知名于像頂尖對決（2006年），全面啟動（2010年）和从2005年到2012年的蝙蝠侠电影系列。她经常和她的丈夫合作，即导演兼制片人克里斯托弗·诺兰。

## 职业生涯
除了电影制片，托马斯曾在20世纪90年代担任脚本主管，并且是导演斯蒂芬·弗雷斯拍摄失恋排行榜（2000年）时的助理。
她出品了诺兰1997年以来的所有的电影。他们一起运作制片公司Syncopy Inc.。

## 个人生活
托马斯毕业于伦敦大学学院，在那里她遇到了自己未来的丈夫。托马斯与她的丈夫克里斯托弗·诺兰和他们的四个孩子一起生活在伦敦。

## 作品列表

### 制片
- 《追随》(1998)
- 《記憶拼圖》 (2000) （助理制片人）
- 《白夜追凶》 (2002) （共同制片人）
- 《蝙蝠俠：開戰時刻》(2005)
- 《頂尖對決》 (2006)
- 《黑暗骑士》 (2008)
- 《全面啟動》 (2010)
- 《黑暗騎士：黎明昇起》 (2012)
- 《超人：钢铁之躯》 (2013)
- 《全面进化》 (2014) （执行制片人）
- 《星際效應》 (2014)
- 《蝙蝠侠大战超人：正义黎明》 (2016) （执行制片人）
- 《敦克爾克大行動》 (2017)
- 《TENET天能》 (2020)
- 《奧本海默》 (2023)